# Archer (Flórida)
Archer é uma cidade localizada no estado americano da Flórida, no condado de Alachua. Foi incorporada em 1850.

## Geografia
De acordo com o United States Census Bureau, a cidade tem uma área de 17,9 km², onde 17,8 km² estão cobertos por terra e 0,1 km² por água.

### Localidades na vizinhança
O diagrama seguinte representa as localidades num raio de 24 km ao redor de Archer.

## Demografia
Segundo o censo nacional de 2010, a sua população é de 1 118 habitantes e sua densidade populacional é de 62,6 hab/km². É a localidade que, em 10 anos, teve a maior redução populacional do condado de Alachua. Possui 517 residências, que resulta em uma densidade de 29 residências/km².